# Trenton (New Jersey)
Trenton ist die Hauptstadt des US-Bundesstaates New Jersey und der Verwaltungssitz des Mercer County. Bei der Volkszählung 2020 hatte die Stadt 90.871 Einwohner.

## Geschichte
Um das Jahr 1679 errichtete ein englischer Quäker eine Getreidemühle, die als The Falls bekannt wurde. William Trent, ein Kaufmann aus Philadelphia, kaufte 1714 das umgebende Land. Kurz danach wurde die Stadt geplant, die 1721 zunächst Trent-town genannt wurde und später ihren heutigen Namen erhielt.
Am 26. Dezember 1776 fand hier die Schlacht von Trenton statt, bei der die Truppen George Washingtons den auf britischer Seite kämpfenden hessischen Soldaten eine schwere Niederlage beibrachten. Den britischen Gegenangriff auf die Stadt am 2. Januar 1777 ließ Washington durch Ausweichmanöver und geordneten Rückzug ins Leere laufen. Im Jahre 1790 wurde Trenton Hauptstadt von New Jersey.
Bis zur Mitte des 19. Jahrhunderts hatte sich die Stadt während der Epoche der Industrialisierung zu einem der fortschrittlichsten Industriezentren in den USA entwickelt. Die Eisen- und Stahlindustrie, die sich hier in der Mitte des 18. Jahrhunderts ansiedelte, nahm 1849 in der Firma des bekannten Brückenbauers John Augustus Roebling mit der Herstellung von Stahlseilen einen bedeutenden Aufschwung. Die Stahlseile wurden für frühe Hängebrücken wie die Brooklyn Bridge verwendet.
| Jahr      | 1950    | 1960    | 1970    | 1980   | 1990   | 2000   | 2005   | 2010   | 2020   |
| Einwohner | 128.009 | 114.167 | 104.638 | 92.124 | 88.675 | 85.403 | 84.639 | 84.913 | 90.871 |

## Bauwerke
Sehenswert sind das 1719 erbaute Wohnhaus von William Trent – das Trent House –, nach welchem die Stadt benannt ist, das Friends Meeting House (erbaut 1739), das mit einer goldenen Kuppel versehene State Capitol of New Jersey (erbaut 1792) und die Old Masonic Lodge (erbaut 1793).
Der National Park Service weist für Trenton zwei National Historic Landmarks aus: das William Trent House und die Old Barracks. 46 Bauwerke und Stätten der Stadt sind im National Register of Historic Places (NRHP) eingetragen (Stand 8. November 2018).

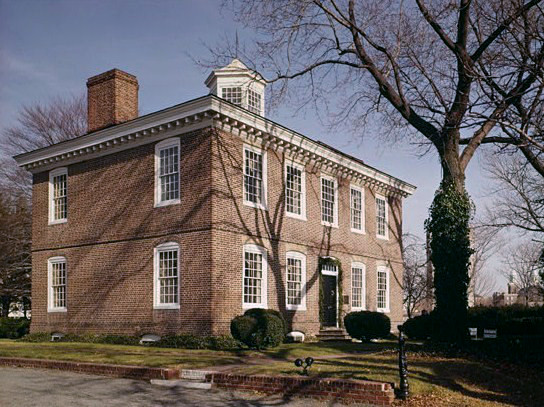
William Trent House (1996)
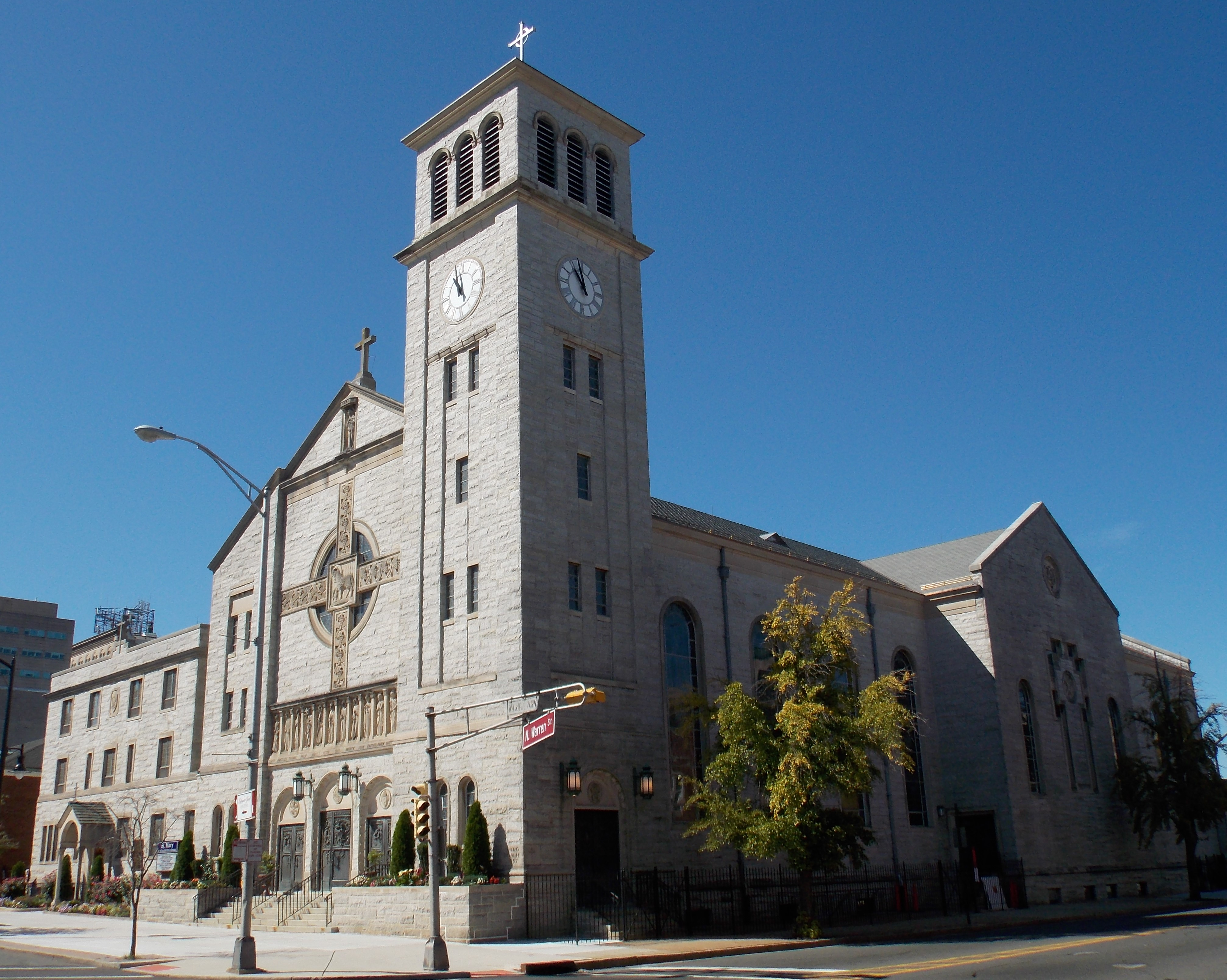
Kathedrale in Trenton
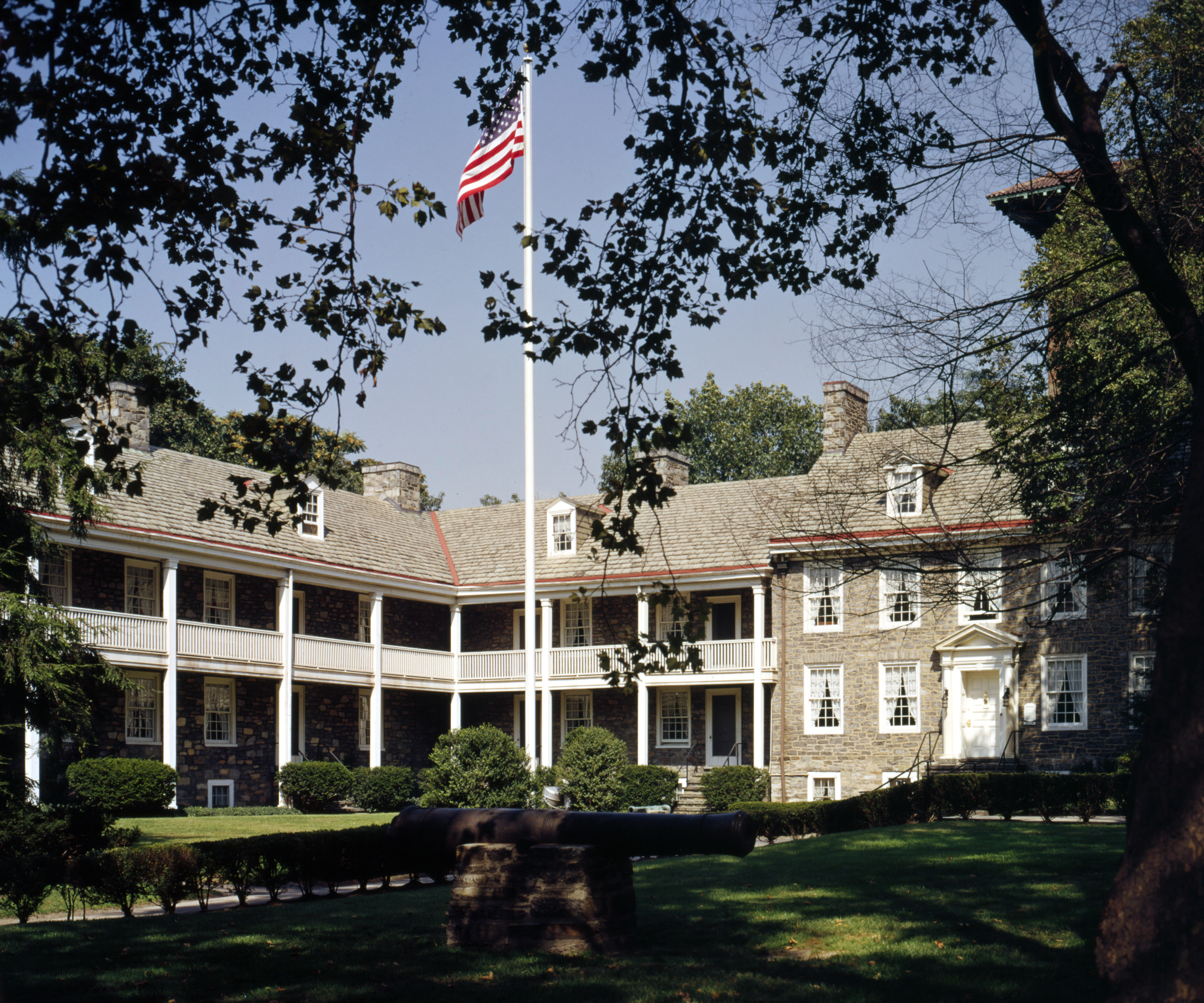
Old Barracks

## Religion
Trenton ist Sitz des römisch-katholischen Bistums Trenton.

## Wirtschaft und Infrastruktur

### Wirtschaft
Die Stadt ist ein Handels- und Industriezentrum und ein wichtiger Verkehrsknotenpunkt. Zu den bedeutendsten Produktionsgütern gehören Druckerzeugnisse, Gummi, keramische Produkte, Kunststoff, Lebensmittel und Metallwaren.

### Verkehr
Seit 14. März 2004 besteht mit der River Line eine Stadtbahnverbindung in das 58 Kilometer entfernte Camden. Von Trenton aus sind New York City (mittels New Jersey Transit) und Philadelphia (mittels SEPTA) in einer guten Stunde erreichbar. Durch Trenton fließt der Delaware River, der in der Vergangenheit eine wichtige Verbindung zum Meer darstellte.
Sechs Kilometer nordwestlich der Stadt befindet sich der Flughafen Trenton–Mercer.

## Söhne und Töchter der Stadt
- Joseph Reed (1741–1785), Politiker
- John Redman Coxe (1773–1864), Chemiker und Mediziner
- Timothy Abbott Conrad (1803–1877), Geologe, Paläontologe und Malakologe
- James L. Conger (1805–1876), Politiker
- James Walter Wall (1820–1872), Jurist und Politiker
- Augustus Washington (1820/1821–1875), Daguerreotypist
- Charles Conrad Abbott (1843–1919), Archäologe und Naturforscher
- Gustavus Myers (1872–1942), Journalist und Historiker
- Walter Evans-Wentz (1878–1965), Anthropologe und Schriftsteller
- Joseph Lamb Bodine (1883–1950), Bundesrichter
- George Antheil (1900–1959), Komponist und Pianist
- Richard Crooks (1900–1972), Sänger (Tenor)
- Daniel Katz (1903–1998), Psychologe
- Levi Robert Lind (1906–2008), klassischer Philologe, Autor und Herausgeber
- Peter Pietras (1908–1993), Fußballspieler
- Henry W. Antheil Jr. (1912–1940), Mitarbeiter der Amerikanischen Botschaft in Helsinki
- Ernie Kovacs (1919–1962), Schauspieler und Komiker
- George Herbert Barlow (1921–1979), Bundesrichter
- Jerry Robinson (1922–2011), Comiczeichner und politischer Karikaturist
- Bill Holcombe (1924–2010), Musiktheoretiker, Komponist und Flötist
- Johnny Coles (1926–1997), Jazztrompeter
- David Dinkins (1927–2020), Politiker und Bürgermeister von New York City
- Bruce Ritter (1927–1999), römisch-katholischer Priester und Gründer einer Kinderhilfsorganisation
- Peter Hujar (1934–1987), Fotograf
- Norman Schwarzkopf (1934–2012), General
- Edward Urban Kmiec (1936–2020), römisch-katholischer Bischof von Nashville und Buffalo
- Antonin Scalia (1936–2016), Jurist und Richter am US Supreme Court
- John A. Musick (1941–2021), Fischkundler
- Sarah Dash (1945–2021), Soulsängerin und Mitglied der Band Labelle
- Elvin Bethea (* 1946), Footballspieler
- Arnold Arluke (* 1947), Autor, Soziologe und emeritierter Professor
- William Mastrosimone (* 1947), Dramatiker und Drehbuchautor
- Richie Cole (1948–2020), Jazzsaxophonist
- Shakti Gawain (1948–2018), Autorin des New Age
- Susan Pitt (1948–2024), Wettkampfschwimmerin
- Ntozake Shange (1948–2018), Schriftstellerin
- Sammy Williams (1948–2018), Schauspieler und Tänzer
- Leah Jamieson (* 1949), Ingenieurin und Hochschullehrerin
- Judith Light (* 1949), Schauspielerin
- Samuel Alito (* 1950), Richter am US Supreme Court
- Andrew Stroukoff (* 1950), Eiskunstläufer
- Roxanne Hart (* 1952), Schauspielerin
- Michael Ray (* 1952), Jazz- und Funkmusiker
- May Berenbaum (* 1953), Entomologin
- Vernee Watson-Johnson (* 1954), Filmschauspielerin, Sprecherin und Fernsehschauspielerin
- Bisa Williams (* 1954), Diplomatin
- Carman (1956–2021), christlicher Popsänger
- Richard Kind (* 1956), Schauspieler
- Charlie Weis (* 1956), Footballtrainer
- Mitch Albom (* 1958), Sportjournalist und Schriftsteller
- N. Gregory Mankiw (* 1958), Professor für Volkswirtschaftslehre an der Harvard University
- Drew Gress (* 1959), Jazzbassist
- Karl Latham (* 1961), Jazzschlagzeuger
- Dennis Rodman (* 1961), Basketballspieler
- Herb Conaway (* 1963), Politiker
- Curt Clausen (* 1967), Leichtathlet
- Orrin Evans (* 1975), Jazzpianist
- GoonRock (* 1975), Musikproduzent und Musiker
- Patrick Kerney (* 1976), Footballspieler
- Neil Hopkins (* 1977), Schauspieler
- Thomas Guiry (* 1981), Schauspieler
- Zach Cherry (* 1987), Improvisationskomiker und Schauspieler in Film und Fernsehen
- Bobby Sanguinetti (* 1988), Eishockeyspieler
- Jake Weary (* 1990), Schauspieler und Musiker
- Justin Faulkner (* 1991), Jazzmusiker
- Faraz Khan (* 1993), Squashspieler
- Curtis Thompson (* 1996), Speerwerfer
- Hunter Schafer (* 1998), Model, Schauspielerin und LGBTQIA*-Aktivistin
- Ji'Ayir Brown (* 2000), American-Football-Spieler

## Sonstiges
Trenton ist der Handlungsort der erfolgreichen Krimiserie von Janet Evanovich um die Kopfgeldjägerin Stephanie Plum. Außerdem ist die Stadt Zielort des Theaterstücks The Happy Journey to Trenton and Camden von Thornton Wilder.